# 경상북도기
경상북도기는 대한민국 경상북도를 상징하는 기이다. 현재 사용되고 있는 기는 1997년 8월 13일에 제정되었다.

## 디자인
하얀색 바탕 가운데에 경상북도의 공식 로고가 그려져 있고 로고 하단에 "경상북도"라는 검정색 글자가 쓰여져 있다. 경상북도의 공식 로고의 상단 가운데에 있는 파란색 부분은 크고 웅장하게 뻗어 있는 경상북도의 산악 지형을, 오른쪽 가운데에 있는 파란색 부분은 세계를 향해 흘러가는 경상북도의 동해 해역을, 왼쪽 하단에 있는 파란색 부분은 경상북도의 풍요로운 들판을 나타낸다. 또한 가운데에 있는 하얀색 공간은 경상북도를 상징하는 새인 왜가리가 경상북도의 미래·발전·번영을 향해 비상하는 모습, 경상북도가 속한 영남 지방의 젖줄인 낙동강을 나타낸다. 경상북도의 공식 로고는 한국의 전통 문양에서 파생한 마름모 모양을 띠고 있는데 경상북도의 자긍심, 일체감, 진취성을 나타낸다. 그 외에 파란색은 경상북도가 담고 있는 희망과 발전, 미래의 비전을 뜻하고 하얀색은 친화성을 뜻한다.

### 색상
| 색상    | 하양        | 파랑       | 검정      |
| ------- | ----------- | ---------- | --------- |
| CMYK    | 0–0–0–0     | 94–50–0–37 | 0–0–0–100 |
| RGB     | 255–255–255 | 10–80–161  | 0–0–0     |
| 웹 색상 | #FFFFFF     | #0A50A1    | #000000   |

## 과거의 기 (1966년 ~ 1997년)

경상북도기 (1966년 ~ 1997년 8월 12일)

1966년부터 1997년 8월 12일까지 사용된 경상북도기는 남색 바탕 가운데에 금색을 띤 경상북도의 로고가 그려져 있는 기이다. 기에 그려진 경상북도의 로고는 전체적으로 앞을 향해 전진하는 경상북도의 진취적인 기상을 나타낸다. 또한 경상북도의 특산물인 사과, 경북을 나타내는 초성인 ㄱ자, ㅂ자를 모티브로 한 디자인으로서 경상북도민의 협동, 단결, 원만한 성품을 나타낸다. 남색은 희망과 평화를, 금색은 풍요를 나타낸다.
| 색상    | 남색       | 금색       | 하양        |
| ------- | ---------- | ---------- | ----------- |
| CMYK    | 71–80–0–55 | 0–11–75–2  | 0–0–0–0     |
| RGB     | 33–23–115  | 250–222–63 | 255–255–255 |
| 웹 색상 | #211773    | #FADE3F    | #FFFFFF     |

## 같이 보기
- 경상북도의 상징

## 참고자료
- 자치법규정보시스템 - 경상북도 상징물 관리 조례